# هيئة الطاقة الذرية والبديلة الفرنسية
هيئة الطاقة الذرية والبديلة الفرنسية أو (CEA) (بالفرنسية: Commissariat à l'énergie atomique et aux énergies alternatives )، هي منظمة بحثية فرنسية تمولها الحكومة العامة في مجالات الطاقة والدفاع والأمن وتكنولوجيا المعلومات والتكنولوجيات الصحية. تحافظ الهيئة على ثقافة تعدد التخصصات في العمل بها من المهندسين والباحثين، بناءً على التآزر بين البحث الأساسي والتكنولوجي.
يرأسها مجلس يرأسه المدير العام (حاليًا فرانسوا جاك منذ 20 أبريل 2018 )، ينصح به المفوض السامي للطاقة الذرية (حاليًا إيف بريشيت). وتبلغ ميزانيتها السنوية 4.7 مليار يورو وموظفيها الدائمين أقل بقليل من 16000 شخص. تمتلك أريفا.
تم إنشائها في عام 1945 ؛ منذ ذلك الحين، كان المفوضون الساميون المتعاقبون هم فريديريك جوليو كوري وفرانسيس بيرين وجاك إيفون وجان تيلاك وراؤول دوتري ورينيه بيلات وبرنارد بيجوت ودانيال فيروايردي.
تقوم بإجراء البحوث الأساسية والتطبيقية في العديد من المجالات، بما في ذلك تصميم المفاعلات النووية، وتصنيع الدوائر المتكاملة، واستخدام النويدات المشعة لعلاج الأمراض، وعلم الزلازل وانتشار تسونامي، وسلامة النظم المحوسبة، إلخ.
لديها واحدة من أفضل 100 حاسوب عملاق في العالم، تيرا 100. تم تصنيف (تيرا 100)، أول نظام تم تصميمه وبناؤه في أوروبا للوصول إلى بيتافلوبس في عام 2010، في المرتبة الخامسة في قائمة أفضل 500 شركة حول العالم. تقوم الآن ببناء (تيرا-1000) وهي خطوة رئيسية في تنفيذ برنامج إسكال الحاسوبي الخاص بها لتلبية احتياجات الحوسبة التي ستواجهها بحلول عام 2020.
في مارس 2016، نشرت رويترز مقالًا يصف «أفضل 25 مبتكرًا عالميًا - حكومة»  ووضع في المرتبة الأولى بين «أكثر مؤسسات البحث ابتكارًا في العالم» .

## الشركات التابعة وحقوق الأقلية
- أورانو (4.8٪)
- إس تي ميكروإلكترونكس (2.87٪ بشكل غير مباشر) [9]

### روابط خارجية
- الموقع الرسمي CEA (الإنجليزية)
- الموقع الرسمي CEA (الفرنسية)
- Visiatome
- Grand Accelerator ، CEA / DSM-CNRS / IN2P3 ، الموقع الرسمي
- المنظار